# 萨维奇塔

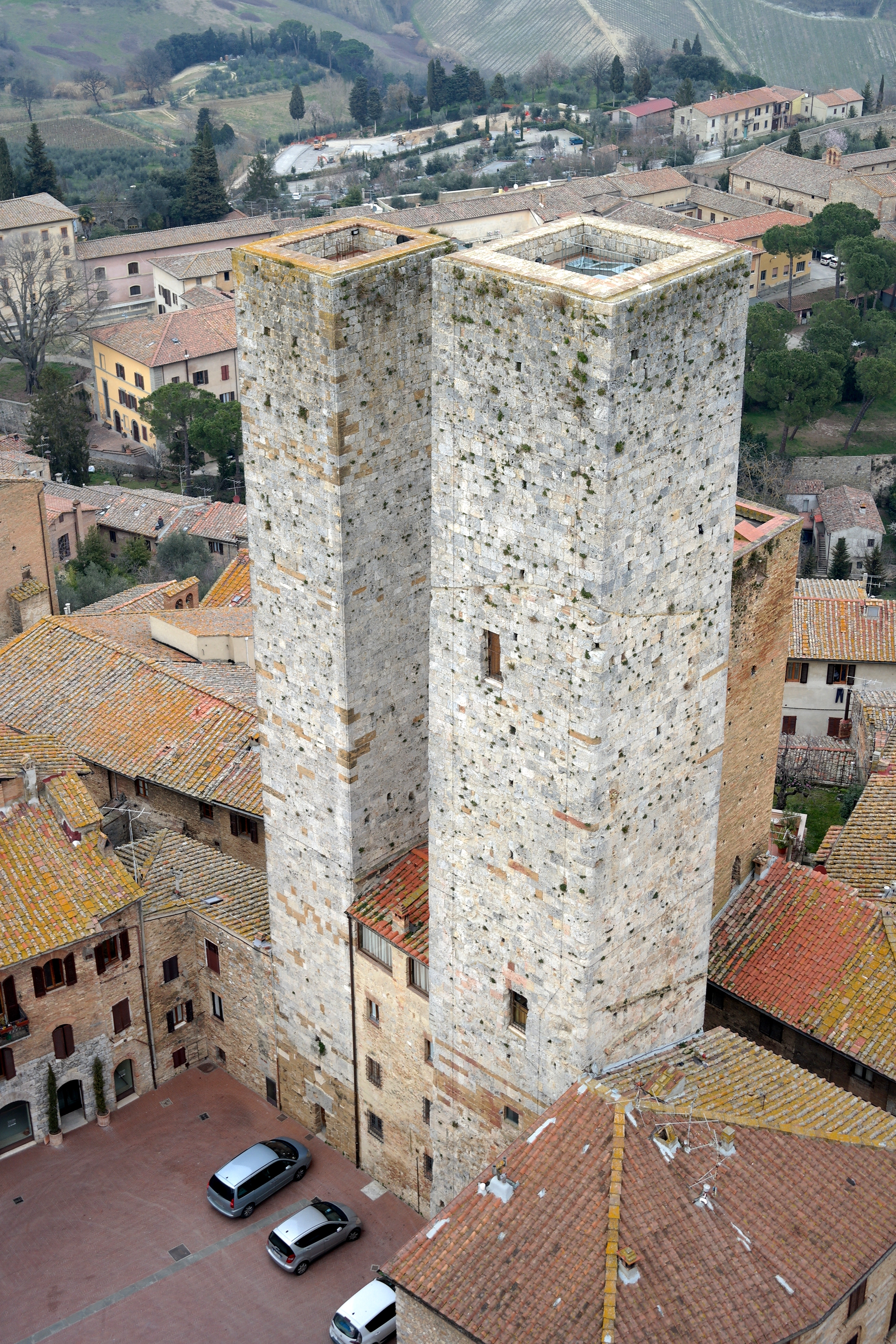

萨维奇塔（Torri dei Salvucci）是意大利圣吉米尼亚诺中心的两座塔楼，位于主教座堂广场，格罗萨塔对面。
该建筑建于13世纪，属于当地最重要的皇帝党家族萨维奇家族. 方形底座，仅开极少几个矩形窗口。高51米。